# Monocentrota aethiopica
Monocentrota aethiopica är en tvåvingeart som beskrevs av Loïc Matile 1974. Monocentrota aethiopica ingår i släktet Monocentrota och familjen platthornsmyggor. Inga underarter finns listade i Catalogue of Life.